# サユリ1号
『サユリ1号』（サユリいちごう）は、村上かつらによる日本の漫画。『ビッグコミックスピリッツ』（小学館）にて2002年から2003年にかけて連載された。単行本は全5巻（小学館）。

## 概要
京都の総合私立大学であるT大を舞台に、サークル活動を中心に海外留学、学生起業、学生恋愛、学内試験、就職活動などの大学生活を描いた漫画。作品の舞台は主に、作者の村上自身が在籍していた同志社大学京田辺校地や立命館大学衣笠キャンパスをモデルにしている。
「サークルクラッシャー」という俗語が広く知られる以前にその現象を取り上げていた作品で、「サークルクラッシャー漫画の古典」と評される。

## 登場人物
上田 直哉
T大経済学部3年生の海洋冒険同好会の部長。千葉県の高校から一般入試で入学。ささいな優越感と劣等感で葛藤している。
児玉 知子
T大経済学部3年生の海洋冒険同好会の副部長。千葉県の高校から推薦で入学。女性だが女性っぽさが感じられない。上田とは小学生からの幼なじみで、下宿も隣り同士。海外留学を希望している。愛称はちこちゃん。
大橋 ユキ
T大外語学部2年生でミス・キャンパス。付属出身。様々なサークルを転々とし、2回年の時に海洋冒険同好会に入る。
小学生時代は父親の転勤で地方の転校が続いていた。
三沢 広一
T大3年生。上田が語学の授業で一緒になった友人。付属出身。仲間と会社を興している。
安部 新矢
T大の4年生のウィンタースポーツ愛好会の部長。
田所 菊
T大の4年生のウィンタースポーツ愛好会の副部長。
森
T大のウィンタースポーツ愛好会部員。阿部や田所と同級生。
高見
T大のウィンタースポーツ愛好会部員。阿部や田所と同級生。
岡部
T大のウィンタースポーツ愛好会部員。阿部や田所と同級生。
マユミ
T大経済学部3回生の海洋冒険同好会部員。大橋ユキを嫌っている。
千夏
T大経済学部年生の海洋冒険同好会の部員。
林
T大経済学部年生の海洋冒険同好会の部員。
サユリ
小学校の頃から頭の中で理想としている女性。名付け親は児玉知子。

## 関連
映画『グッバイ・クルエル・ワールド』
劇中アイテムとして使用された。